# Trasudado
| 'Trasudado' vs. exudado                                    | 'Trasudado' vs. exudado                                                   | 'Trasudado' vs. exudado |
| ---------------------------------------------------------- | ------------------------------------------------------------------------- | ----------------------- |
|                                                            | Trasudado                                                                 | Exudado                 |
| Principales causas                                         | *Aumento de la presión hidrostática, * Disminución de la Presión oncótica | Inflamación             |
| Apariencia                                                 | Claro                                                                     | Turbio                  |
| Densidad                                                   | < 1.012                                                                   | > 1.020                 |
| Proteínas contenido                                        | < 25 g/L                                                                  | > 35 g/L                |
| Proteína líquido Proteína suero                            | < 0.5                                                                     | > 0.5                   |
| Diferencia de contenido de albúmina con albúmina del suero | > 1.2 g/dL                                                                | < 1.2 g/dL              |
| Líquido pleuralLDH LDH suero                               | < 0.6                                                                     | > 0.6                   |
| Contenido de colesterol                                    | < 45 mg/dL                                                                | > 45 mg/dL              |

Se denomina trasudado a la colección de fluido extravascular (no inflamatorio) en el intersticio. 
Básicamente es un filtrado de plasma con bajo contenido en proteínas (contiene sobre todo albúmina), y puede haber o no una pequeña cantidad de material celular. El fluido aparece transparente macroscópicamente. Se puede producir por aumento de la permeabilidad capilar o de la presión osmótica del compartimiento extravascular, generando la aparición de edema. Algunos ejemplos son el líquido cefalorraquídeo, el líquido filante (que se estira "haciendo hilos"), intraperitoneal y pericárdico.
En contraposición, el exudado es de origen inflamatorio y es rico en proteínas y células.

## Causas
Frecuentes:
- Insuficiencia cardíaca congestiva
- Cirrosis
- Síndrome nefrótico
- Diálisis peritoneal
- Glomerulonefritis

Poco frecuentes: 
- Operación de Fontán
- Obstrucción de la vena cava superior
- Urinotórax
- Mixedema
- Embolismo pulmonar
- Sarcoidosis
- Hipoalbuminemia